# レフシェッツ不動点定理
数学で、レフシェッツ不動点定理(Lefschetz fixed-point theorem)は、コンパクトな位相空間 X からそれ自身への連続写像の不動点の数を、X のホモロジー群の上の誘導された写像のトレースによって数える公式である。この名称はソロモン・レフシェッツ(Solomon Lefschetz)にちなみ、1926年に彼が最初に提唱した。
数え上げの問題は、不動点と呼ばれる点での多重度も考慮して不動点を数える問題である。この定理の弱いバージョンは、全く不動点を持たない写像は、むしろ特別のトポロジー的（円の回転に似た）性質を持つことを示すことができる。

## 公式なステートメント
この定理を公式に述べると、
{\displaystyle f:X\rightarrow X}
をコンパクトな三角化可能空間(triangulable space) X からそれ自身への連続写像とする。f のレフシェッツ数(Lefschetz number) Λf を
{\displaystyle \Lambda _{f}:=\sum _{k\geq 0}(-1)^{k}\mathrm {Tr} (f_{*}|H_{k}(X,\mathbb {Q} ))}
により定義する。 これは、{\displaystyle H_{k}(X,\mathbb {Q} )} 上の{\displaystyle f} により誘導された線型写像の行列のトレースの有限交代和であり、{\displaystyle H_{k}(X,\mathbb {Q} )} は有理数を係数にもつ {\displaystyle X} の特異ホモロジー(singular homology)である。 
レフシェッツ不動点定理の単純なバージョンは、次のようになる。
{\displaystyle \Lambda _{f}\neq 0\,}
とすると、f は少なくとも一つの不動点を持っている、すなわち、少なくとも X の点 x が一つ存在し、f(x) = x となる。実際、レフシェッツ数はホモロジーレベルで定義されているので、結果は f へホモトピックな写像が同様に一つの不動点を持っているということへ拡張することができる。
しかしながら、一般に逆は正しくはないことに注意する。
f が不動点を持つ場合でも Λf は 0 であることもある。

## 証明のスケッチ
最初に、単体近似定理(simplicial approximation theorem)を適用して、f 不動点を持たないければ f は固定点を持たない（すなわち、各々の単体を異なる単体へ写像する）単体写像(simplicial map)にホモトピックである（X を割った後で）。このことは、X の単体鎖複体(simplicial chain complex)の線型写像の行列の対角値が全て 0 となるまずである。すると、一般にレフシェッツ数は前に述べた線型写像の行列のトレースの交代和を使い計算することができる（このことはほぼ同様の理由で、オイラー標数はホモロジー群のことばにより定義される。#オイラー標数との関係を参照）。特に、不動点を持たない単体写像は、全ての対角値が 0 であるので、全てトレースは 0 である。

## レフシェッツ・ホップの定理
この定理のより強い形は、レフシェッツ・ホップの定理(Lefschetz-Hopf theorem)として知られていて、f が有限個の不動点しか持たない場合は、
{\displaystyle \sum _{x\in \mathrm {Fix} (f)}i(f,x)=\Lambda _{f}}
であることを言っている。ここに、Fix(f) は f の不動点の集合で、i(f,x) は不動点 x の指数(index)を表す。

## オイラー標数との関係
有限CW複体(CW complex)の恒等写像のレフシェッツ数は、各々の {\displaystyle \scriptstyle f_{\ast }} を行列の恒等元と考え、トレース項は単純に適切なホモロジー群の次元と考えることにより、容易に計算することができる。このように恒等写像のレフシェッツ数は、空間のベッチ数の交代和に等しく、オイラー標数 χ(X) に等しい。よって、
{\displaystyle \Lambda _{\mathrm {id} }=\chi (X)}
を得る。

## ブラウアーの不動点定理との関係
ブラウアーの不動点定理(Brouwer fixed point theorem)は、n-次元閉単位円板 Dn から Dn へのすべての連続写像は、少なくとも一つは不動点を持つという定義であり、レフシェッツの不動点定理はこの定理を一般化したものである。
このことは次のように考えることもできる。Dn をコンパクトで三角化可能とすると、H0 を除くすべてのホモロジー群は 0 であり、すべての連続写像 f : Dn → Dn はゼロでない準同型 f* : H0(Dn, Q) → H0(Dn, Q) を誘導し、これらを総合すると、任意の連続写像 f : Dn → Dn に対し、Λf がゼロ写像ではないことを意味する。

## 歴史的脈絡
レフシェッツは不動点定理を[Lefschetz 1926]で提起した。レフシェッツの注目点は、不動点の写像ではなく、むしろ現在では写像の一致点(coincidence point)と呼ばれるものであった。
同じ次元の向き付け可能多様体 X から向き付け可能多様体 Y への 2つの写像 f と g が与えられると、f と g のレフシェッツ数の一致(Lefschetz coincidence number)は次の要に定義される。
{\displaystyle \Lambda _{f,g}=\sum (-1)^{k}\mathrm {Tr} (D_{X}\circ g^{*}\circ D_{Y}^{-1}\circ f_{*}).}
ここに、f∗ は上で定義した通りで、g∗ は有理係数をもつコホモロジー群上に誘導された写像であり、DX と DY は各々 X と Y のポアンカレ双対同型である。
レフシェッツは、一致する数が 0 でなければ、f と g は一致する点を持つことを証明した。彼は論文で X = Y とし、g をｄ恒等写像とすると、より簡単な結果が得られることを示し、これが現在不動点定理として知られている。

## フロベニウス自己準同型
{\displaystyle X} を {\displaystyle q} 個の元を持つ有限体 {\displaystyle k} の上で定義された多様体とし、{\displaystyle {\bar {X}}} を {\displaystyle k} の代数的閉体の上への {\displaystyle X} のリフトとフロベニウス自己準同型（フロベニウスと呼ばれることもある）は、記号 {\displaystyle F_{q}} と書かれ、座標 {\displaystyle x_{1},\ldots ,x_{n}} を持つ点を座標  {\displaystyle x_{1}^{q},\ldots ,x_{n}^{q}} をもつ点へ写す {\displaystyle {\bar {X}}} 写像である（つまり、{\displaystyle F_{q}} は幾何学的フロベニウスである）。このように {\displaystyle F_{q}} の不動点は、ちょうど {\displaystyle k} に座標を持つ {\displaystyle X} の点（これらの点を {\displaystyle X(k)} と書く）である。レフシェッツの跡公式はこの脈絡では、次の形となる。
{\displaystyle \#X(k)=\sum _{i}(-1)^{i}\mathop {\rm {tr}} F_{q}|H_{c}^{i}({\bar {X}},{\mathbb {Q}}_{\ell }).}
この公式は、{\displaystyle \ell }-進数に値を持つ {\displaystyle {\bar {X}}} のエタールコホモロジーの上のフロベニウスのトレースであり、コンパクトな台を持つ。ここに {\displaystyle \ell } は {\displaystyle q} と互いに素な素数である。 
{\displaystyle X} が滑らかで次元が同じであれば、この公式は数論的フロベニウス(arithmetic Frobenius) {\displaystyle \Phi _{q}} と書かれ、コホモロジー上 {\displaystyle F_{q}} の逆に作用する。
{\displaystyle \#X(k)=q^{\dim X}\sum _{i}(-1)^{i}\mathop {\rm {tr}} \Phi _{q}^{-1}|H^{i}({\bar {X}},{\mathbb {Q}}_{\ell }).}
この公式は、コンパクトな台をもつコホモロジーというよりも、通常のコホモロジーを意味する。
レフシェッツの跡公式は有限体上の代数的スタック(algebraic stack)へ一般化することができる。

## 参照項目
- 不動点定理
- レフシェッツのゼータ函数（英語版）(Lefschetz zeta function)
- 正則レフシェッツ不動点定理（英語版）(Holomorphic Lefschetz fixed-point formula)